# 1818 en science-fiction
| Années de la science-fiction : 1815 - 1816 - 1817 - 1818 - 1819 - 1820 - 1821    |
| Décennies de la science-fiction : 1780 - 1790 - 1800 - 1810 - 1820 - 1830 - 1840 |

L'année 1818 a connu, en matière de science-fiction, les faits suivants.

## Événements
- La « théorie de la Terre creuse » est relancée par John Cleves Symmes, Jr..

## Parutions littéraires

### Romans
- Frankenstein ou le Prométhée moderne (Frankenstein; or, The Modern Prometheus), par Mary Shelley.

### Essais
- Dictionnaire infernal, de Jacques Collin de Plancy.